# منطقه تاریخی برندون‌وود
منطقه تاریخی برندون‌وود (انگلیسی: Brendonwood Historic District) جزو ثبت ملی مکان‌های تاریخی است که در ایندیاناپلیس، ایندیانا واقع شده‌است. این منطقه شامل ۸۵ ساختمان مشارکتی، ۲ محل عمومی، و ۱ محل شراکت در بخش مسکونی حومه شهر ایندیاناپلیس است. ۳۵۰ هکتار در حاشیه شرقی میلرزویل و فال کریک قرار دارد و مشرف به مرز غربی چارلز لوئیس یک منطقه مسکونی مستقل است که از ۱۱۰ قطعه زمین تشکیل شده‌است. معمار آن منظر جورج ای کسلر است که برای توسعه جامعه و برنامه‌ریزی استخدام شد. این منطقه بین سال‌های ۱۹۱۷ تا ۱۹۵۴ گسترش پیدا کرد و شامل نمونه‌های نمایشی از احیای تودور، احیای استعمار و خانه ییلاقی بنگالو می‌باشد که معماری سبک صنعتگران آمریکایی را در برمی‌گیرد. منابع قابل توجه شامل: خانه عمومی (۱۹۲۴)، زمین گلف، دو نول (۱۹۵۱–۱۹۵۲)، فارلوک (۱۹۳۹)، اسپرینگ‌هد (۱۹۳۴)، دیروالد (۱۹۲۷)، وانکرافت (۱۹۴۰)، لارکوینگ (۱۹۵۲)، گراسمیر (۱۹۳۷) -۱۹۳۸)، واترمین (۱۹۲۱)، وای‌اسپرینگ تری (۱۹۵۲–۱۹۵۳)، گلن گیت (۱۹۲۲–۱۹۲۳)، ویچینگ ویو (۱۹۲۸–۱۹۲۹)، لانگ ریج (۱۹۲۳–۱۹۲۴) و گریت مپل (۱۹۴۸).
این منطقه تاریخی در سال ۲۰۰۴ در فهرست ثبت ملی مکان‌های تاریخی وارد شد.